# Preben Hagelin
Preben Hagelin (15. november 1922 – 9. august 1944) var en dansk modstandsmand.

## Biografi
Preben blev efter sin tid som kornet på Næstved Kaserne medlem af modstandsgruppen Holger Danske gruppe 4. Preben medvirkede i en række sabotageaktioner, våbentyveri og -smugling, illegal presse, flugthjælp og likvideringsforsøg. Preben var i en periode gruppeleder af Holger Danske ll gruppe 4. Han blev i maj 1944 angivet af en stikker og arresteret.
Preben blev om natten den 9. august 1944 henrettet ved skydning af Gestapo sammen med 10 andre fanger fra Shellhuset i København – seks mænd fra modstandsgruppen BOPA og fem fra gruppen Holger Danske. De var angiveligt på vej til Frøslevlejren på en lastbil, der standsede ved Rorup nær Osted mellem Roskilde og Ringsted. Iført håndjern blev alle 11 bedt om at træde af på "naturens vegne", hvorefter de blev skudt af Gestapo, angiveligt under et flugtforsøg. Nedskydningen er kendt som "Massakren ved Osted". Efter massakren blev ligene læsset på vognen igen, og kørt tilbage til shellhuset, hvor de lå i kælderen inden de blev begravet i Ryvangen.
Prebens jordiske rester blev efter befrielsen opgravet fra Ryvangen og ført til Retsmedicinsk Institut. Han blev genbegravet den 29. august 1945 i Mindelunden i Ryvangen.